# Phlogophora effusa
Phlogophora effusa är en fjärilsart som beskrevs av Barend J. Lempke 1942. Phlogophora effusa ingår i släktet Phlogophora och familjen nattflyn. Inga underarter finns listade i Catalogue of Life.